# Công nghiệp hóa nông nghiệp

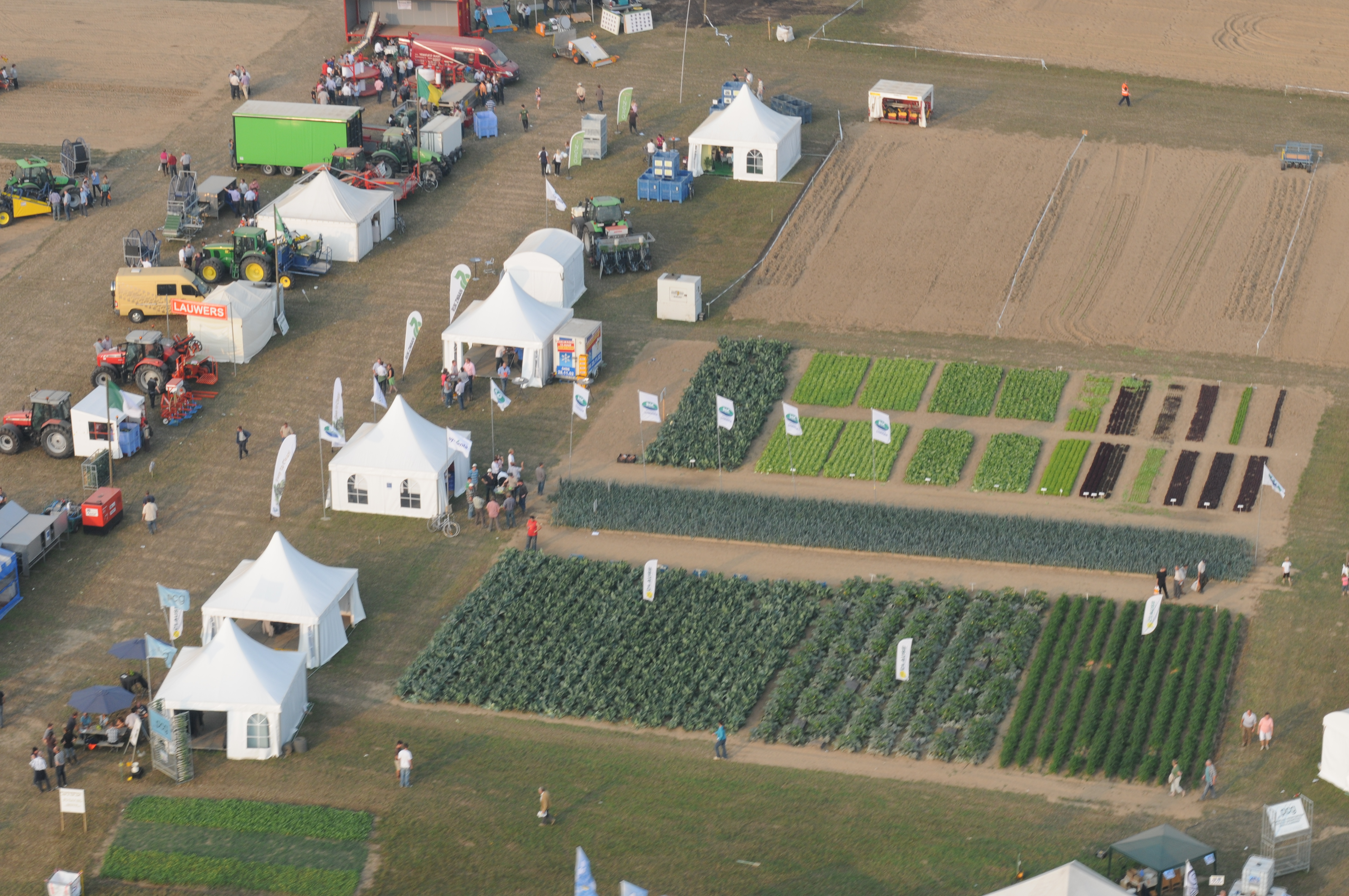
Mô hình thu nhỏ thực nghiệm của việc ứng dụng khoa học kỹ thuật vào canh tác trên các thửa ruộng ở Đức

Biểu đồ cho thấy sự tiến triển của sản lượng nông nghiệp khi thực hiện công nghiệp hóa

Công nghiệp hóa nông nghiệp là quá trình chuyển đổi sản xuất nông nghiệp theo hướng công nghiệp một cách toàn diện về mọi mặt như thực hiện việc chăn nuôi công nghiệp, hay cơ giới hóa nông nghiệp, hiện đại hóa quá trình canh tác, sản xuất theo hình thức canh tác hiện đại (thâm canh, tăng vụ, bón thúc... trong trồng trọt), hiệu quả nhờ vào việc ứng dụng khoa học công nghệ, khoa học kỹ thuật vào lĩnh vực nông nghiệp để nâng cao năng suất của nông sản như gia súc, cá, gia cầm và cây trồng. Các phương pháp gồm cả về mặt thể chế kinh tế (các quy luật kinh tế như cung cầu, giá trị, cạnh tranh...) và thể chế chính trị pháp lý (các quy định của pháp luật phải tạo hành lang pháp lý cho hoạt động sản xuất nông nghiệp).
Cụ thể là hoạt động này gồm đổi mới máy móc dùng trong nông nghiệp và phương pháp canh tác, ứng dụng công nghệ di truyền, kỹ thuật canh tác, hệ thống tưới tiêu, đê điều, chuồng trại để đạt được hiệu quả, hiệu suất kinh tế, mở rộng quy mô sản xuất, tìm, liên kết và tạo ra các thị trường mới để tiêu thụ, áp dụng các bằng sáng chế bảo vệ thông tin di truyền và thương mại toàn cầu. Những phương pháp này được phổ biến rộng rãi ở các nước phát triển trên toàn thế giới. Hầu hết thịt, sữa, trứng, trái cây, và rau quả có sẵn trong các siêu thị đều được sản xuất bằng cách sử dụng các phương pháp này.